# 伊納鄉 (錫比烏縣)
45°47′4″N 23°40′55″E / 45.78444°N 23.68194°E
伊納鄉（羅馬尼亞語：Comuna Jina, Sibiu），是羅馬尼亞的鄉份，位於該國中部，由錫比烏縣負責管轄，面積319平方公里，海拔高度963米，2007年人口4,159，人口密度每平方公里13人。